# مركز تاريخ مكة المكرمة
مركز تاريخ مكة المكرمة، هو عبارة عن مركز علمي يعمل على توثيق ودراسة وحفظ الإرث التاريخي الحضاري لمكة المكرمة وأيضاً إعداد ما يستلزم من أبحاث ودراسات ولقاءات علمية لخدمة مكة المكرمة والمشاعر المقدسة والأماكن التاريخية الإسلامية.
تم تكليف فواز الدهاس مديراً للمركز في ديسمبر 2017م.، حتى سنة 2023م ثم كُلف عبدالله بن سعد الزهراني مديرًا عامًا لمركز تاريخ مكة المكرمة.

## نشأة المركز
صدرت أوامر من قبل الحكومة السعودية بإنشاء مركز يعنى بتاريخ مكة المكرمة والمدينة المنورة وأوكل هذا الأمر لدارة الملك عبدالعزيز وهي الجهة المختصة بتوثيق تاريخ الجزيرة العربية بصورة عامة وتاريخ الدولة السعودية بصورة خاصة وصدر قرار مجلس دارة الملك عبد العزيز في اجتماعه الثاني والثلاثين في يوم الأحد 24 من صفر سنة 1429هـ الموافق 2 مارس 2008م بإنشاء مركز تاريخ مكة المكرمة ليكون مقره مكة المكرمة، وتشرف عليه دارة الملك عبد العزيز التي يشرف مجلس إدارته برئاسة خادم الحرمين الشريفين الملك سلمان بن عبد العزيز، حيث انطلقت بعد ذلك نشاطات ومهام المركز من خلال رويته وأهدافه وغاياته وأيضاً من خلال تنظيمه وتشكيله الإداري.

## رؤية المركز ورسالته
تتمثل رؤية المركز في خدمة تاريخ مكة المكرمة ومصادره المتنوعة وفق الأساليب العلمية المعتمدة بما يلائم مكانة المدينة المقدسة وأهميتها وتاريخها العريق، ويتطلع المركز إلى أن يحقق من خلال برامجه وأنشطته المحافظة على مصادر تاريخ مكة المكرمة، والعناية بها إتاحة ونشراً وتحقيقاً.

## أهداف المركز
- جمع مصادر تاريخ مكة المكرمة في جميع العصور، من المؤلفات والكتابات والمخطوطات والدراسات والوثائق والصور والخرائط والروايات المكتوبة والشفوية والمقالات والأفلام والمرئية.
- إعداد الدراسات والمؤلفات عن مكة المكرمة وجوانب الحياة فيها قديماً وحديثاً.
- تحقيق المخطوطات غير المنشورة في تاريخ مكة المكرمة وفق المنهج العلمي المتبع، ونشرها.
- دعم الباحثين في أنحاء المملكة العربية السعودية، وغيرها من دول العالم لخدمة تاريخ مكة المكرمة.
- إصدار دوريات علمية محكمة وغير محكمة تهتم بنشر ما يتعلق بمكة المكرمة باللغة العربية وغيرها من اللغات.
- إنشاء بوابة تقنية للمعلومات عن مكة المكرمة بعدة لغات لخدمة المهتمين والباحثين والعموم.
- إقامة المعارض المتخصصة في تاريخ مكة المكرمة.
- التعاون مع المراكز والمؤسسات المماثلة.
- عقد اللقاءات العلمية في تاريخ مكة المكرمة والجوانب المتعلقة به.

## إصدارات المركز
1. الأطلس المصور لمكة المكرمة والمشاعر المقدسة ( باللغة الإنجليزية)
2. المكتبات الخاصة في المملكة العربية السعودية الواقع والمستقبل
3. الأوضاع الاجتماعية والاقتصادية والأمنية في مكة المكرمة.
4. المنشآت المائية لخدمة مكة المكمة والمشاعر المقدسة من القرن العاشر حتى أوائل القرن الرابع عشر الهجري دراسة حضارية
5. المصطلحات الحضارية في مكة المكرمة من خلال بعض الكتب والوثائق المكية من القرن التاسع الهجري حتى منتصف القرن الرابع عشر.[3]
6. مدينتا الجزيرة العربية المقدستان.
7. حدود وأعلام الحرم المكي الشريف.
8. الحياة العلمية في مكة المكرمة 1115-1334هـ(1703-1919م) مجلدان.
9. صفحات من تاريخ مكة المكرمة مجلدان.
10. الحج إلى مكة المكرمة من شبه القارة الهندية 1500- 1800 م.
11. تاريخ أمة في سير أئمة (تراجم لأئمة الحرمين الشريفين وخطبائهما منذ عهد النبوة إلى سنة 1432هـ) (5 مجلدات).
12. الحجيج التونسيون زمن الاستعمار الفرنسي من خلال وثائق الأرشيف الوطني.
13. الأوقاف على الحرمين الشريفين خارج المملكة العربية السعودية.
14. الوظائف في الحرم المكي في العصر المملوكي 648- 932هـ/ 1350- 1517م.
15. وثائق مكية (1024- 1375) الجزء الأول.
16. التاريخ والمؤرخون في مكة المكرمة (مجلدين).
17. المصادر التاريخية لمكة المكرمة عبر العصور (5 مجلدات).
18. العناية بالكعبة المشرفة في العصرين العباسي والمملوكي132- 932هـ/ 750- 1517م. دراسة تاريخية.
19. رعاية الفئات المحتاجة في مكة والمدينة خلال العصر المملوكي.
20. النخبة السنية في الحوادث المكية.
21. حاج إنجليزي عصري في مكة المكرمة وحصاره في صنعاء.
22. أغوات الحرمين الشريفين عبر العصور - دراسة تاريخية حضاريةـ.
23. الهدايا والهبات المرسلة إلى الحرمين الشريفين . دراسة في تأثيراتها السياسية والاقتصادية.
24. الأسواق التجارية في مكة المكرمة 923- 1100/ 1517- 1688م.[4]

## وصلات خارجية
- مركز تاريخ مكة المكرمة